# كلية الزراعة (جامعة القاهرة)
كلية الزراعة جامعة القاهرة هي كلية من أعرق كليات جامعة القاهرة، 
تأسست سنة 1889.

## تاريخ
كانت البداية مدرسة الزراعة التوفيقية في 10 أكتوبر 1889 بالجيزة حيث احتلت جناحا في سراي الجيزة القديم، وهو نفس موقع الكلية الحالي. وأضيف لها 300 فدان كمزرعة تعليمية.
افتتحت المدرسة أبوابها للطلاب في 11 نوفمبر1890. وقد سبق هذا الافتتاح عدة محاولات لمدارس زراعية أخرى في القلعة عام 1829، وفي نبروه عام 1836، وفي شبرا عام 1836، وفي العباسية عام 1867، واستمرت المحاولات حتى عام 1885.

## رسالة الكلية
تلتزم كلية الزراعة بإعداد مهندسون ومهنيين وباحثين زراعيين قادرين على الإسهام في تطوير قطاع الزراعة وتنمية المجتمع والحفاظ على البيئة ومواكبة التطورات العلمية العالمية.

## النظرة المستقبلية
- دعم التواصل بين أجيال هيئة التدريس والطلاب علميا وتربويا، لدعم مفهوم القدوة العلمية الصالحة لتطوير المجتمع.[3]

## خريجو الكلية
تخرج من الكلية عدة أشخاص منهم:
الفونس جريس وأيمن فريد أبوحديد وقد حصلوا على منصب وزيراً للزراعة بمصر، ومنهم ايضاً رمزى جورج استين وكان وزير وزارة البحث العملي السابقة، وكذلك سيد مرعى وكان رئيساً أسبق لمجلس النواب، وعادل إمام وهو ممثل حالي، وعبد الرحيم شحاته كان محافظاً للفيوم ثم الجيزة ثم القاهرة، وآخرون.

## نظام الدراسة
تتبع الكلية نظام الساعات المعتمدة والذي طبق من العام الجامعي 1997/1998م وفيه يقسم العام الجامعي إلى فصلين دراسيين، كل فصل دراسي 15 أسبوعا دراسيا يفصل فيما بينهما اجازة منتصف العام ومدتها أسبوعان ويتميز نظام الساعات المعتمدة بأن الوحدة الأساسية فيه هي المقرر الدراسي حيث يختار الطالب عدد المقررات التي يدرسها خلال الفصل الدراسي تبعا لميوله وقدراته وظروفه
1. الإنتاج الحيواني.
2. الإنتاج النباتي.
3. العلوم الإقتصادية والإجتماعية الزراعية.
4. الأراضي والمياه.
5. علوم الأغذية.
6. وقاية النبات.
7. الهندسة الزراعية.
8. التكنولوجيا الحيوية.

### برامجاللغة الانجليزية
وتشمل 3 برامج:
1. التكنولوجيا الحيوية.
2. الزراعة الدولية.
3. تكنولوجيا تصنيع الأغذية.

## مكتبة الكلية
أنشئت مكتبة كلية الزراعة جامعة القاهرة عام 1912 لتوفر للطلاب والباحثين كل مصادر المعرفة في مجال الزراعة، وطورت حديثاً الكلية المكتبة ومركز المعلومات في مبنى رائع أقيم على الطراز العربي بإهداء من سلطان بن محمد القاسمى حاكم إمارة الشارقة، وقدافتتحت رسميا في مايو 2001 لتكون مصدراً للمعارف الزراعية وللإشعاع الثقافي في مصر.

## مسرح الكلية
يوجد المسرح بجوار مدرج حفناوي في كلية الزراعة وهو مبني على طراز المسرح الإيطالي.. وتخرج من الكلية العديد من الفنانين والأدباء وكتاب المسرح مثل : الأديب يوسف عوف والكاتب أحمد الصباغ.

## وصلات خارجية
- الموقع الرسمي